# Sternik

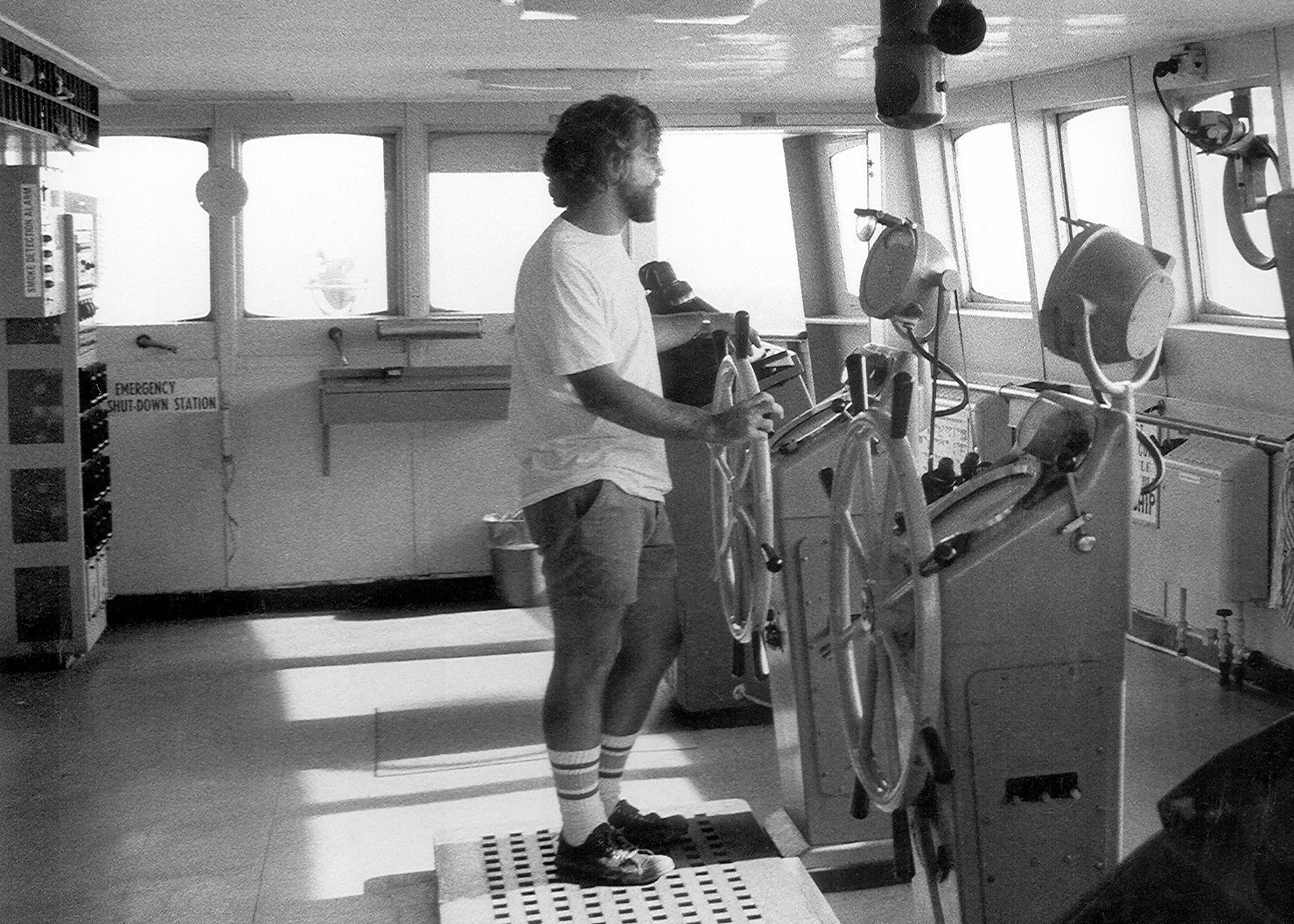
Sternik

Sternik – osoba kierująca jednostką pływającą (statkiem, łodzią itp.) z pomocą steru (urządzenia sterowego).
Na większych statkach i okrętach sternik jest jednym z członków załogi (zwykle nie musi być oficerem), który kieruje okrętem wypełniając polecenia kapitana (dowódcy). Do zadań sternika należy przede wszystkim utrzymywanie zadanego kursu, wyznaczonego na widoczny obiekt na brzegu lub poprzez odniesienie do stron świata (kurs kompasowy).